# اوتسانو دل‌امیلیا
اوتسانو دل‌امیلیا (به ایتالیایی: Ozzano dell'Emilia) یک کومونه در ایتالیا است که در استان بولونیا واقع شده‌ است. اوتسانو دل‌امیلیا ۶۴ کیلومتر مربع مساحت و ۱۲٬۸۵۷ نفر جمعیت دارد و ۶۷ متر بالاتر از سطح دریا واقع شده‌است.